# Каумберг
Каумберг (нем. Kaumberg) — ярмарочная коммуна (нем. Marktgemeinde) в Австрии, в федеральной земле Нижняя Австрия. 
Входит в состав округа Лилинфельд.  Население составляет 1005 человек (на 31 декабря 2005 года). Занимает площадь 43 км². Официальный код  —  31405.

## Политическая ситуация
Бургомистр коммуны — Михель Зинграбер (АНП) по результатам выборов 2005 года.
Совет представителей коммуны (нем. Gemeinderat) состоит из 19 мест.
- АНП занимает 13 мест.
- СДПА занимает 3 места.
- АПС занимает 3 места.